# 日本理工情報専門学校
日本理工情報専門学校（にほんりこうじょうほうせんもんがっこう）は、学校法人瓶井学園が運営する大阪市東淀川区にある専修学校。
総務省、経済産業省、国土交通省、厚生労働省の四大省から認定、指定されている。

## 沿革
- 1935年（昭和10年） - 逓信省認定を受けて難波にて創立。
- 1955年（昭和30年） - 日本電気技術専門学校に改称。各種学校として大阪府知事認可。
- 1977年（昭和52年） - 専修学校法に基づく専門学校として大阪府知事認可。上新庄へ移転。
- 1979年（昭和54年） - 日本理工情報専門学校に改称。校舎を増築。
- 1984年（昭和59年） - 情報系学科を分離独立させ日本コンピュータ専門学校を創立。
- 1987年（昭和62年） - 情報学科を新設。
- 1989年（平成元年） - 電子工学科MEコースを独立させ、日本メディカル工学専門学校を創立。
- 1991年（平成3年） - 情報学科CAD建築インテリアデザイン専攻を発展独立させ、CAD建築デザイン科を設置。
- 1994年（平成6年） - スポーツ科学科を設置。
- 1995年（平成7年） - 電子工学科コンピュータテクノ＆システムコースを充実発展させ、情報工学科を設置。
- 1996年（平成8年） - マルチメディア科を設置。
- 1997年（平成9年） - 情報システム科に気象予報情報コースを設置。
- 2000年（平成12年） - テレビ電気科を電気デジタル科に、CAD建築デザイン科を建築デザイン科に科名変更。夜間部に建築デザイン科を設置。
- 2003年（平成15年） - 日本語学科を設置。スポーツ科学科を廃止。
- 2005年（平成17年） - 自動車整備科を設置。
- 2006年（平成18年） - ロボットシステム科を設置。
- 2014年（平成26年） - 工業専門課程5学科が文部科学大臣認定職業実践専門課程となる。
- 2015年（平成27年） - 日本理工情報専門学校創立80周年。

## 学科
以下、ホームページ、2019年度学生募集要項（留学生用を含む）を参照（社会人セミナー、短期セミナーなどは略）。

### 昼間部
- 電子・情報工学科（2年制）
  - デジタル放送・通信Aコース
  - IoTコンピュータ開発コース
  - サウンドビジュアルAコース
  - 医療・福祉科学コース
  - AIロボットコース
- 電気デジタル情報科（2年制）
  - 電気工事士・デジタル家電Aコース
  - 電気主任技術者Bコース
- 建築デザイン科（2年制）
  - 建築設計コース
  - CAD・CGコース
  - 住空間デザインコース
- 自動車整備科（2年制）
  - 二輪・四輪整備士コース
    - 2級ガソリン自動車整備士専攻
    - 2級ディーゼル自動車整備士専攻
    - 2級二輪車整備士専攻
- 情報システム科（2年制）
  - ネットワークシステムコース
  - 気象予報士コース
- ロボットシステム科（4年制）
  - ロボット開発コース
  - ヒューマノイドロボットコース
- 日本語学科（留学生対象）

### 夜間部
- 電気工事士科（1年制）
  - 第2種電気工事士卒業時取得コース
- 電気工学科（2年制）
  - 第3種電気主任技術者無試験（実務経験3年）取得コース
- 建築デザイン科（2年制）
  - 一級・二級建築士受験資格取得コース
- 情報工学科（1年制）
  - ネットワークスペシャリストコース
- ロボティクス科（1年制）
  - ロボットコース

### 別科
夜間部
- 第一種電気工事士受験科（8月入学・2ヶ月）
- 第一種電気工事士科（8月入学・3ヶ月）
- パソコン専攻科（4月および10月入学・6ヶ月）
- マルチメディア専攻科（4月及び10月入学・6ヶ月）
- 第二種電気工事士受験科（4月入学・2ヶ月）
- 第二種電気工事士科（4月入学・3ヶ月）
- パソコン制御科（4月および10月入学・6ヶ月）
- 音響クリエイト科（4月および10月入学・6ヶ月）
- 電験受験科（2月入学・6ヶ月）
- インテリアコーディネーター科（4月および10月入学・6ヶ月）
- CAD製図科（4月および10月入学・3ヶ月）
- CADオペレーター科（4月および10月入学・3ヶ月）

通信制
- 第二種電気工事士通信科（3月入学（随時）・4ヶ月）
- 第一種電気工事士通信科（6月入学（随時）・6ヶ月）
- 電験受験通信科（3月入学（随時）・5ヶ月）

## 出身者
- 野中和夫（元競艇選手）

## 所在地
- 〒533-0015 大阪市東淀川区大隅1-1-25

最寄り駅は、阪急京都本線 上新庄駅